# Station Strażów
Station Strażów is een spoorwegstation in de Poolse plaats Strażów.